# Pinus driftwoodensis
Pinus driftwoodensis — вимерлий вид хвойних дерев із родини соснових, відомий виключно з відкладень раннього еоцену, відкритих на півдні центральної Британської Колумбії. Вид був описаний на основі ізольованої жіночої шишки, пов'язаної з серією деревини, голок і пилкових шишок у сланці.

## Опис
Жіноча шишка закруглена із загостреним кінчиком загальною довжиною 3–4 сантиметри на 2.7 см завширшки, але основа відсутня. Аналіз перекручування луски на базальній збереженій ділянці шишки вказує, що відсутня ділянка становить не більше 1 см. P. driftwoodensis помітно відрізняється від однолітка P. arnoldi за будовою серцевинних клітин. P. arnoldi має серцевину, що складається зі склеренхіматозних клітин, що зустрічається в сучасних підсекціях Contortae, Oocarpae, та Sylvestres. P. driftwoodensis, навпаки, має паренхіматозну серцевину, яку можна побачити в сучасних підсекціях Australes, Ponderosae, та Sabinianae. Луска шишки 1.8 × 1.2 см, ромбоподібної форми. 